# Мудрыголовы
Мудрыголовы (укр. Мудриголови) — село в Городокском районе Хмельницкой области Украины.
Историческая дата основания — в 1836 году.
Население по переписи 2001 года составляло 669 человек. Почтовый индекс — 32008. Телефонный код — 3251. Занимает площадь 1,654 км². Код КОАТУУ — 6821289002.

## Местный совет
32008, Хмельницкая обл., Городокский р-н, с. Черниводы